# Себастьян Бурдон
Себастья́н Бурдо́н (фр. Sébastien Bourdon; 2 лютого 1616, Монпельє — 8 травня 1671, Париж) —  французький художник . Малював релігійні, історичні і міфологічні картини, портрети, пейзажі, створював гравюри.

## Походження
Мав просте ремісниче походження. Батько, Марен Бурдон, був провінційним художником і майстром виготовлення вітражів. Дід з боку матері був ювеліром. Родина мешкала на півдні католицької Франції, де були сильні позиції протестантів. Тому і хлопець отримав виховання в дусі гугенотів (протестантів) Франції. Ймовірно, ця обставина відіграла не останню роль при запрошенні Себастьяна у Стокгольм до королівського двору протестантської Швеції в майбутньому.

## Юнацькі пошуки
Серед перших вчителів Себастьяна — художник Бертелемі. Аби забезпечити собі матеріальні статки, спершу подався у військові в місті Тулуза. Але військова служба не привабила і йому вдалося звільнитися. Він мріяв про художню атмосферу Риму, хоча добре знав про вороже ставлення католицького центру до гугенотів і протестантів взагалі.

## Італійський період Бурдона
Мрія здійснилася, і 1634 року Бурдон дістався Риму. Іноземні майстри в Римі гуртувались за національним походженням та віросповідуванням. Не дивно, що молодий Бурдон познайомився з лотарінгцем на ім'я Клод Лоррен і користувався його порадами. За талантом і місцем в мистецтві серед французів Риму головував Ніколя Пуссен. І впливи художньої манери Пуссена довго відчуватимуться в картинах Бурдона. Від майстрів Голландії Бурдон отримає цікавість до побутового жанру і пейзажів.
До римського періоду творчості Бурдона належить незвична «Піч для випалення вапна в Римі» (1635-1636 рр.) Від неї шлях до рідкісного пейзажу початку XIX століття «Піч для випалення вапна» Теодора Жеріко.
Лайка з французьким психопатом-офіцером закінчилася погрозою доносу на протестантські симпатії Бурдона. Уникаючи загрози своєму життю, Бурдон вимушено полишив Рим. На шляху до Парижу, Бурдон зупинився в Венеції, яка обмежено визнавала владу папи римського. Поверненню у Францію допомагав патрон художника — багатій Есселен.

## Знову в Парижі
Завдяки патрону Есселену, Бурдон познайомився в Парижі з Симоном Вуе, який теж працював в Римі. Але яка різниця між холодними алегоріями Симона Вуе і «Жебраками», «Солдатами в таборі циган» чи «Гравцями в трік-трак» Себастьяна Бурдона. Не полишив він і своїх протестантських поглядів. В колі його знайомих художник-гугенот Луї Гуйм'єр, з сестрою якого Себастьян бере шлюб. Родина матиме сина і дочку.

## Протестантська Швеція

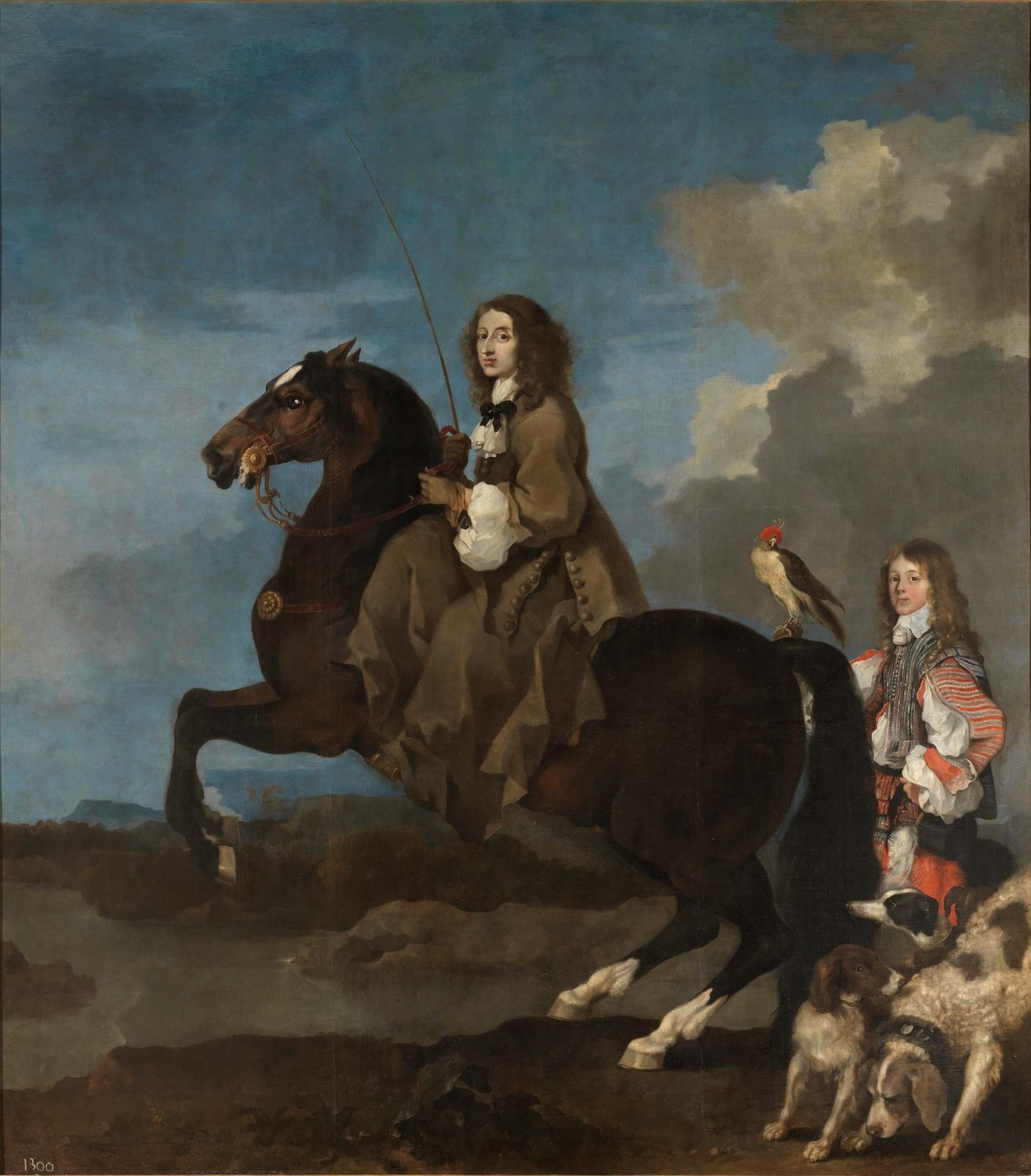
«Кінний портрет королеви Христини». 1653 рік. Національний музей Прадо, Мадрид.

В 1652 році переїхав у Стокгольм. Королева шведів Христина прихильна до майстра з Парижу, що пройшов художню школу у Римі. Він стає придворним художником. В цей період створює декілька портретів самої королеви, офіцерів, вельмож, короля Карла Х Густава.
В творчому доробку художника є і кінний портрет Королеви Христини. Менш віртуозний, ніж кінні портрети Рубенса чи Веласкеса, кінний портрет Бурдона покажчик його сміливості і бажання розширити репертуар власних художніх можливостей. Після зречення престолу, королева подарувала його королівській родині Іспанії.

## Останні роки життя
В Парижі не забули Бурдона, що зробив блискучу, хоча й недовгу, кар'єру при королівському дворі  Швеції. 1654 року він повертається в Париж. Володарі до нього прихильні і в 1655 році надають посаду ректора Королівської Академії мистецтв.
У 1658 році помирає його перша дружина і художник вдруге бере шлюб з дочкою купця.
Художник помер в Парижі навесні 1671 року і був похований в передмісті столиці Сен-Жермен.

## Історичні картини Бурдона

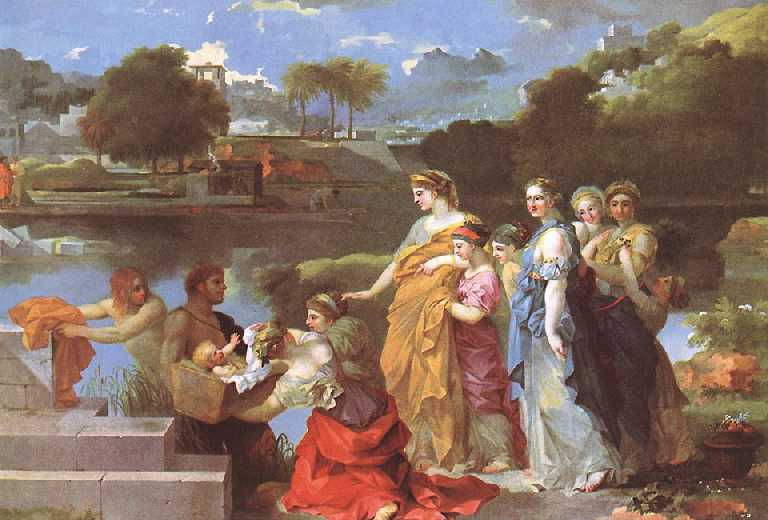
Дочка фараона знаходить немовля Мойсея. Національна.галерея, Вашингтон.
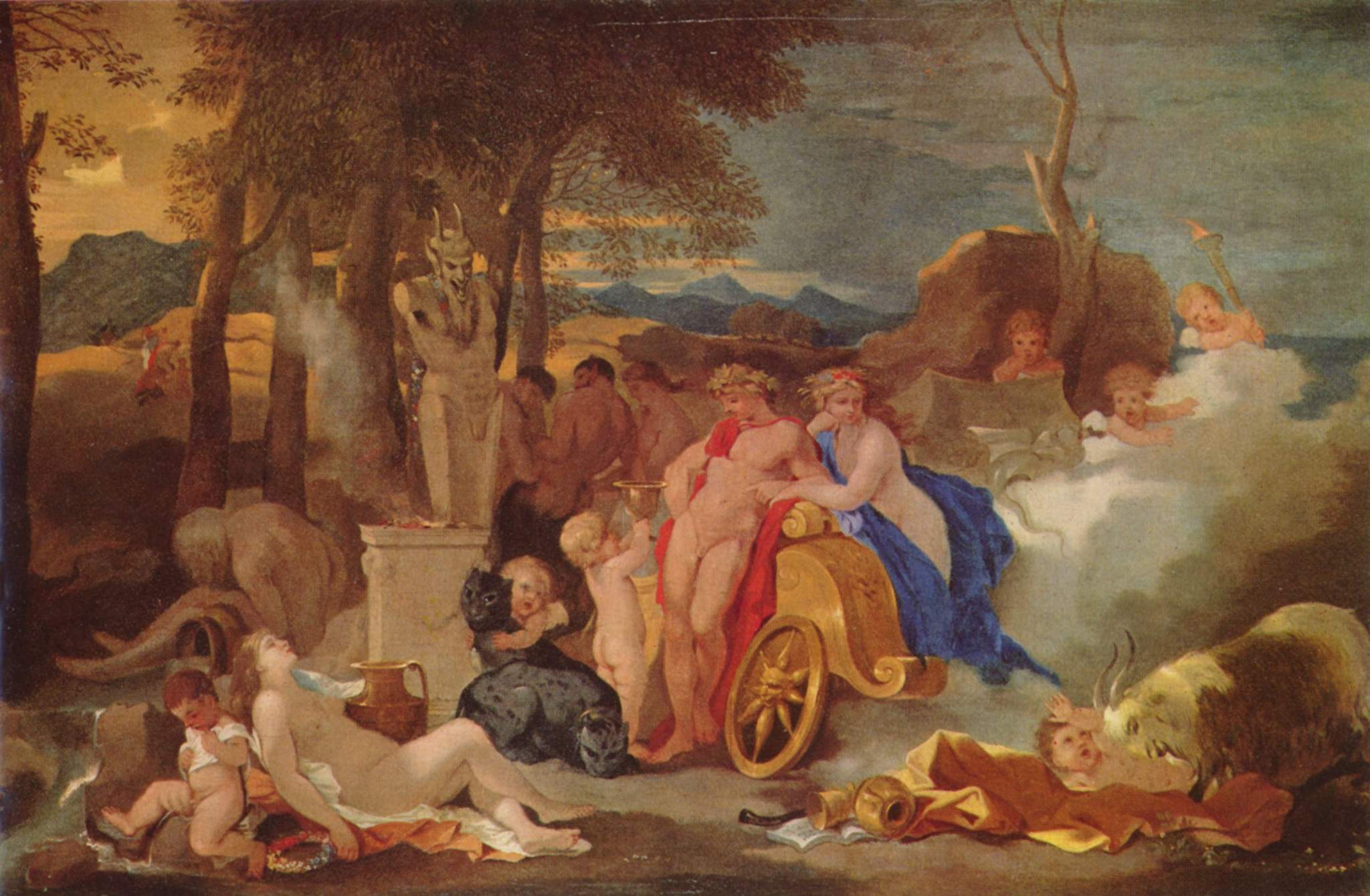
Вакх з німфами і сатирами, Музей образотворчих мистецтв (Будапешт)

## Портрети пензля Бурдона

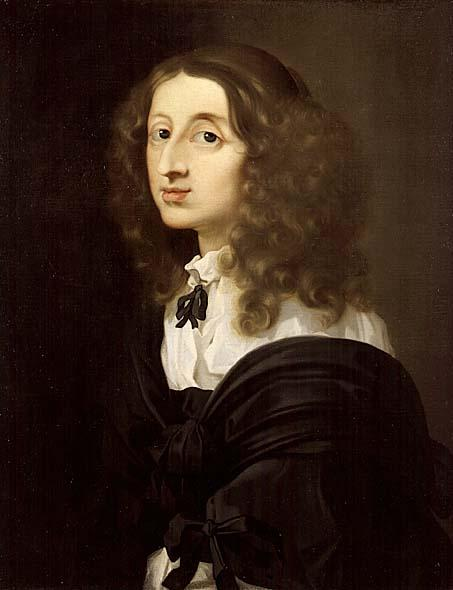
Королева Христина Шведська
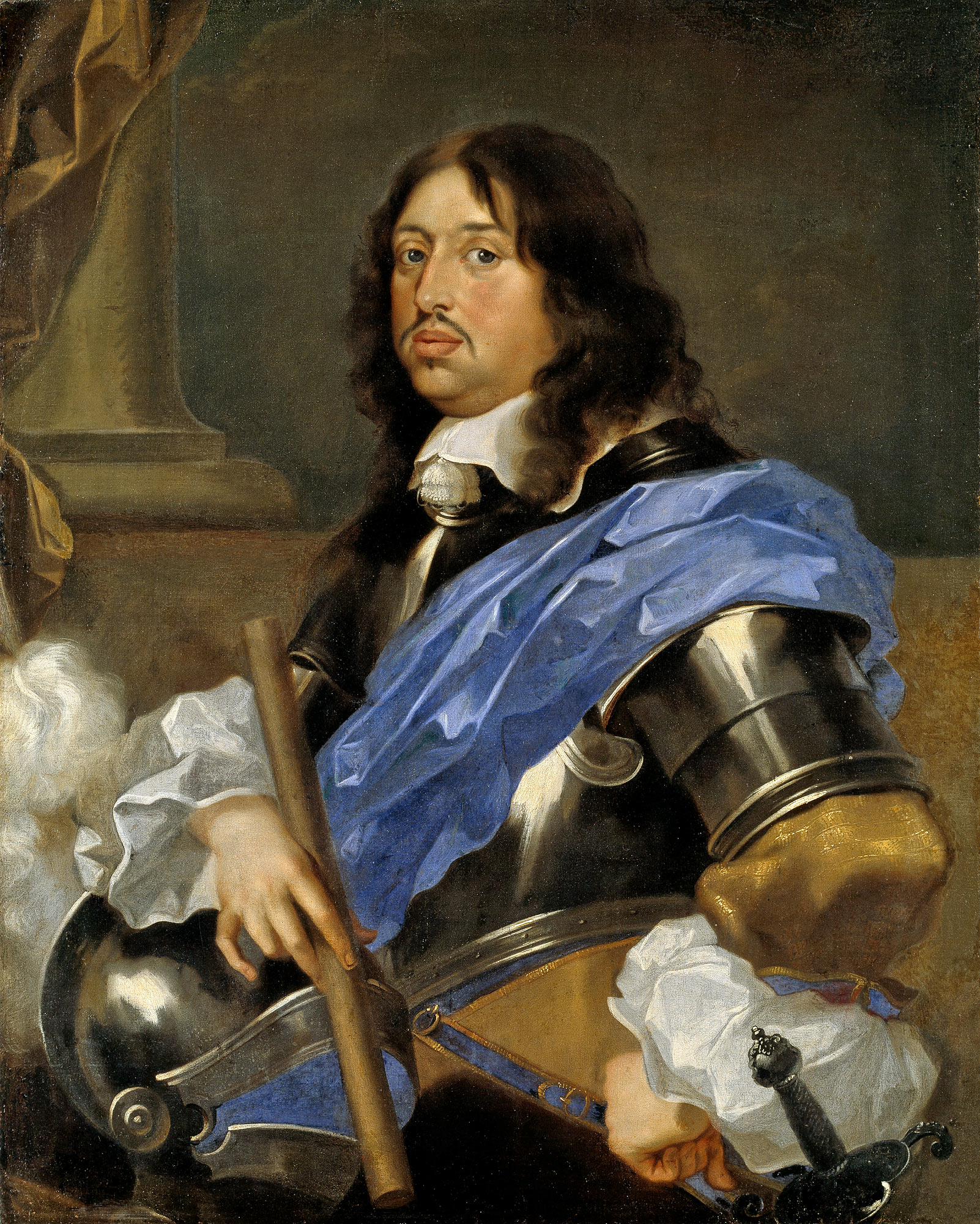
Карл Х Густав
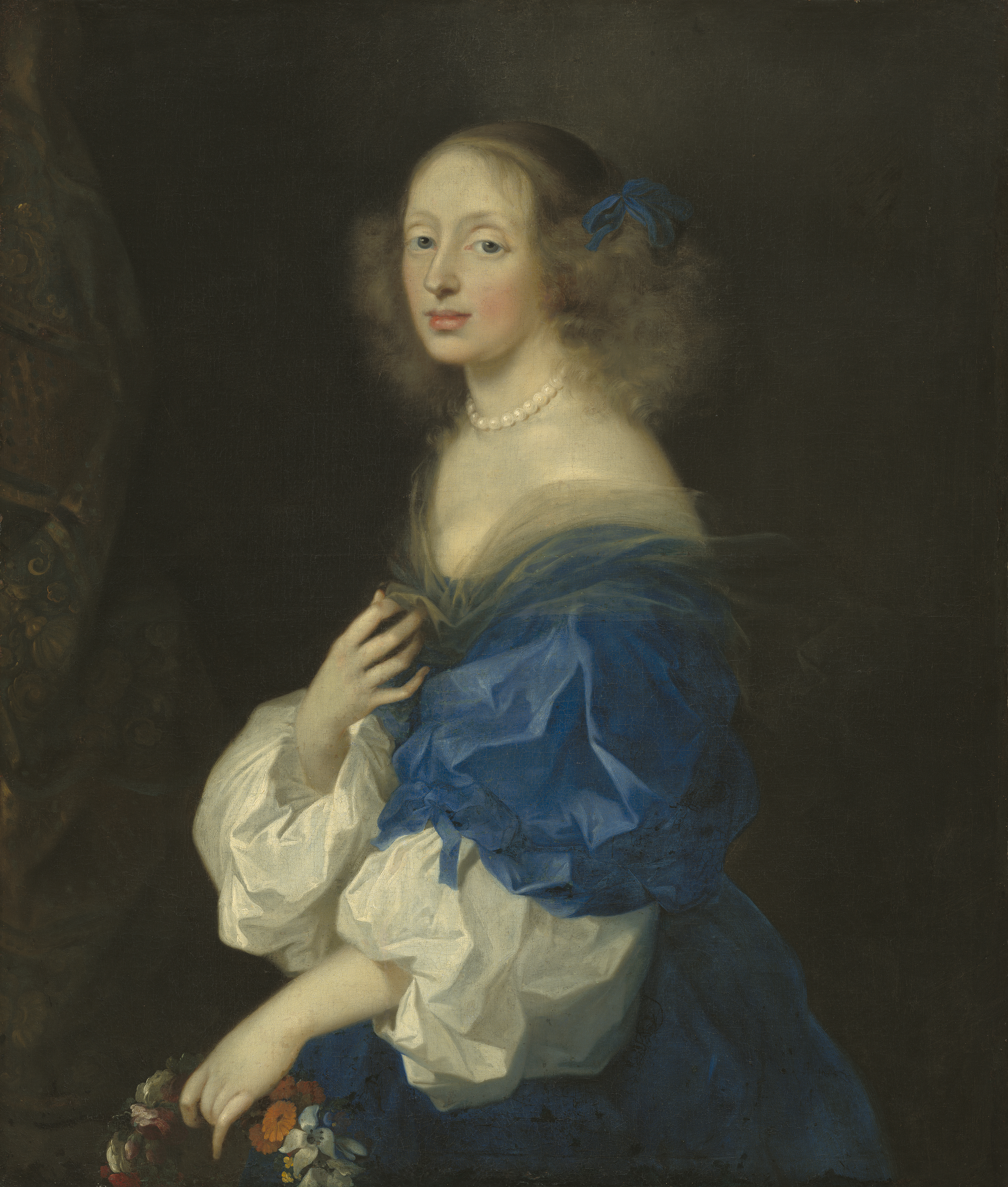
Подруга королеви Христини - Ебба Спарре.

## Жанрові твори

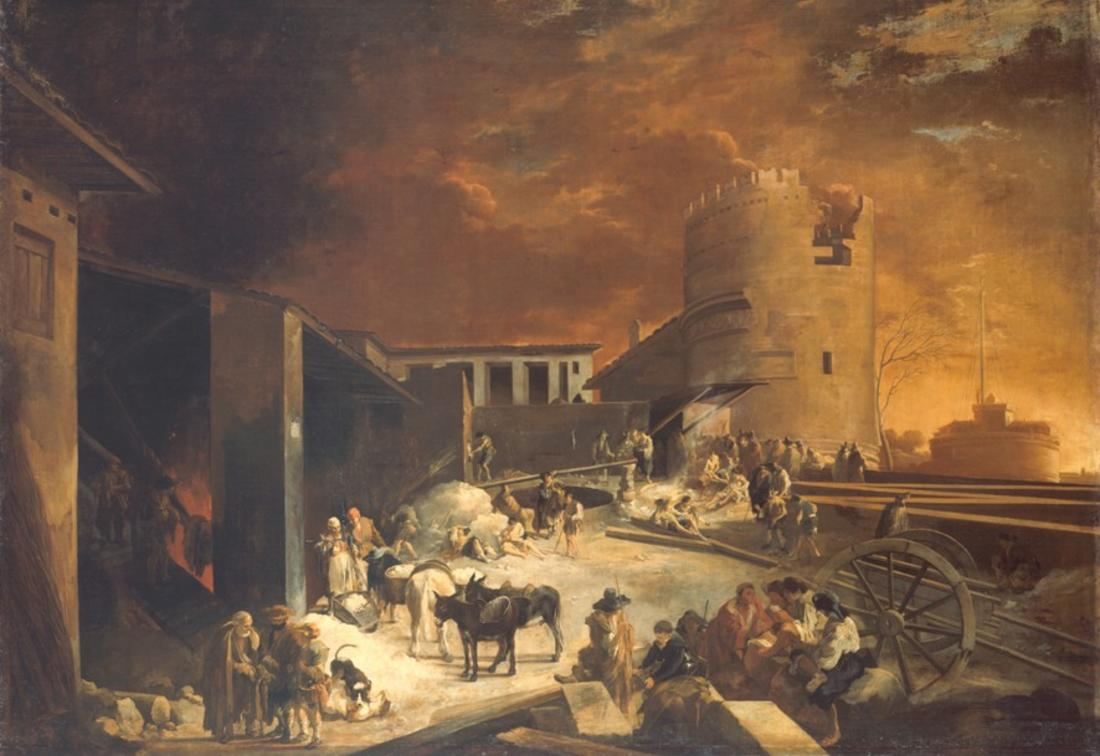
« Піч для випалення вапна в Римі», Стара пінакотека, Мюнхен
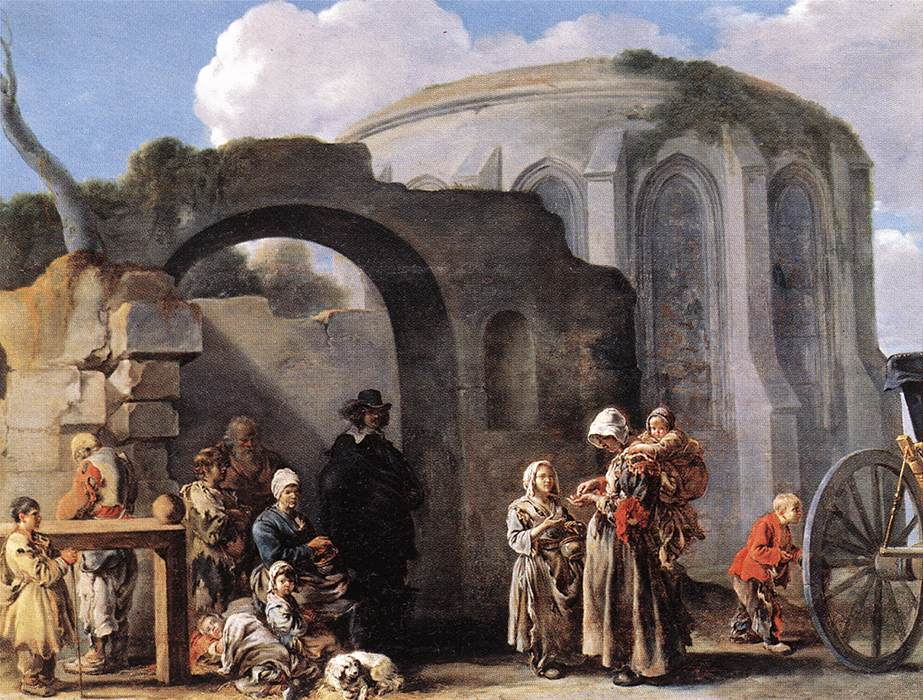
«Жебраки», Лувр, Париж
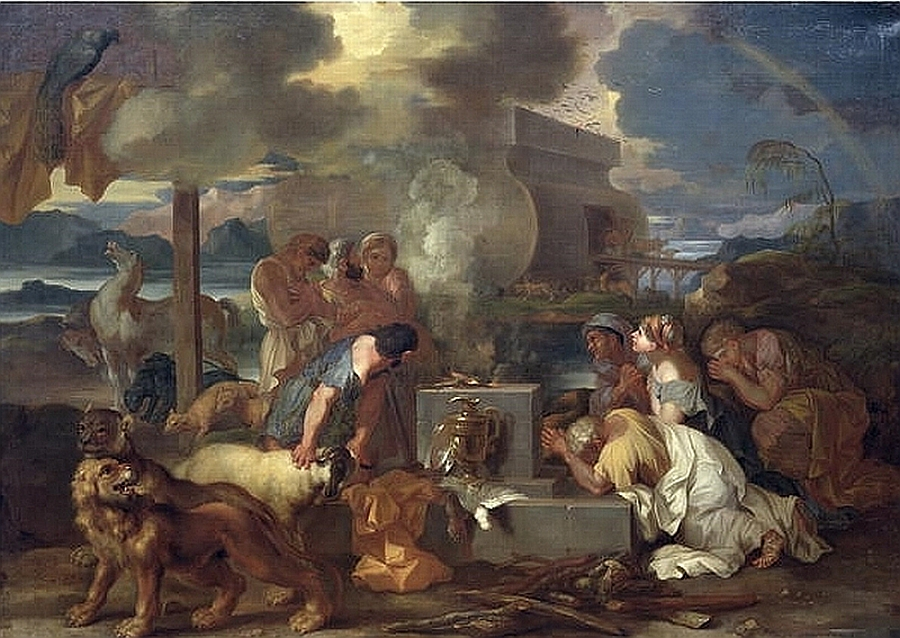
«Жертвоприношення Ноя», Музей красних мистецтв, Аррас
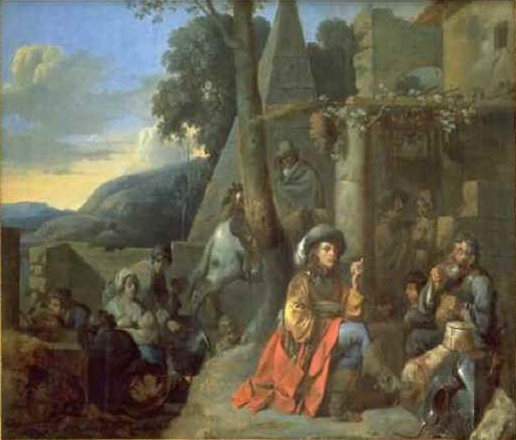
«Циганський табір», Музей Фабр, Монпельє, Франція